# Il ritratto ovale
Il ritratto ovale (The Oval Portrait), è un racconto breve di Edgar Allan Poe, scritto nel 1842.

## Trama
Il narratore della storia si trova misteriosamente ferito e, per motivi ignoti, si rifugia nella torre di un castello abbandonato sugli Appennini insieme al suo domestico. Nella camera della torre il personaggio rimane estasiato dai dipinti che decorano le pareti della stanza e comincia a sfogliare un libro, trovato su un cuscino, che descrive la storia di ciascun quadro. Spostando un candelabro per leggere meglio, l'uomo scorge un ritratto ovale, raffigurante la testa e le spalle di una giovane donna, da cui rimane intensamente colpito. Dopo averlo osservato a lungo, si concentra sulla vitalità espressa dal volto della giovane e decide di conoscerne la storia. 
Il libro tratta della vita della fanciulla ritratta nel quadro, andata in moglie a un pittore, innamorato tuttavia più della sua arte che di lei. La donna si dimostra una moglie devota e servizievole, tanto da accettare di posare per lui, nonostante vedesse nell'arte un'acerrima rivale. Il marito sceglie di ritrarla nella camera fredda e austera della torretta. La moglie rimane in posa obbediente, per settimane, e man mano che il lavoro prosegue la sua salute diventa sempre più cagionevole. Il pittore però, preso dalla sua creazione, non si accorge del deperimento della moglie, continuando a dipingere forsennatamente, senza distogliere lo sguardo dalla tela. Data l'ultima pennellata, l'uomo rimane estasiato dalla vitalità della sua creazione, ma voltandosi verso sua moglie, si accorge che ormai è morta.

## Analisi
L'idea centrale della storia risiede nella relazione tra l'arte e la vita. Nel racconto, la dipendenza dall'arte viene raffigurata come assassina, responsabile della morte della giovane sposa. L'arte viene identificata con la morte, e viene sottolineato il rapporto conflittuale tra l'arte e la vita. Secondo Poe la poesia come arte è la creazione ritmica della bellezza, e il tema più poetico del mondo è la morte di una bella donna (vedi La filosofia della composizione). Il ritratto ovale suggerisce che sia la bellezza della donna ad averla condannata a morte. Poe suggerisce nel racconto che l'arte può essere rivelatrice delle colpe e dei mali dell'artista e che l'artista si nutra di essa, e sia capace di distruggere la vita che ha trasformato in arte.

### Personaggi
Il testo evidenzia all'inizio del racconto due personaggi, ovvero, il protagonista che si presenta anche sotto forma di narratore. Questi è malato e confuso a causa di una malattia ignota, accompagnato dal suo servo. Ma non si sa molto né dei dati anagrafici o aspetto fisico né del carattere dei due. Continuando con la lettura possiamo trovare altri due personaggi ovvero l'autore del quadro che rapisce per minuti l'attenzione del protagonista e la figura della vittima che è attribuita alla figura rappresentata nel quadro stesso.